# Éles Bulcsú
Éles Bulcsú (Debrecen, 1983. január 17. –) magyar képzőművész.

## Élete
Debreceni képzőművész. 2001-ben a debreceni Medgyessy Ferenc Gimnázium és Művészeti Szakközépiskolában érettségizett, 2006-ban a Nyíregyházi Főiskola rajz-vizuális kommunikáció szakán, 2010-ben pedig a Magyar Képzőművészeti Egyetem vizuális nevelőtanár szakán szerzett diplomát. Jelenleg Debrecenben él és alkot. 2013 és 2023 között a Csokonai Vizuális Műhely Galéria, művészeti vezetője, 2018 és 2022 között a Festészet Napja Debrecen, szervezője volt. 2016 óta vezeti a Lácacsékei Művésztelepet.

## Művészete
A főiskolai tanulmányok idején és az azt követő néhány évben absztrakt festményeket készített. Ezt a korszakát zárta le a 2008 decemberi kiállítása a Debreceni Egyetem Galériájában. Ekkor figyelme egyre inkább a rajzolás és a grafika felé fordult. 2014 és 2018 között egyfajta expresszív-konstruktivista szemléletben készítette vegyes technikájú lapjait, majd ezt a vonalat vitte tovább akril-vászon képein.

## Tagságok
- 2010 Kisgrafika Barátok Köre
- 2014 Magyar Alkotóművészek Országos Egyesülete
- 2017 Magyar Vízfestők Társasága
- 2018 Magyar Grafikusművészek Szövetsége
- 2020 Szolnoki Képzőművészeti Társaság

## Csoportos kiállítások
- Baja, Víz és Élet Nemzetközi Képzőművészeti Biennálé (2011, 2023)
- Eger, Országos Akvarell Triennále (2021)
- Hatvan, Országos Portré Biennále (2011, 2021, 2023)
- Hatvan, Országos Tájkép Biennále (2012, 2014, 2018, 2020, 2023, 2024)
- Kaposvár, Nemzetközi Groteszk Triennále (2012, 2025)
- Kecskemét, Kortárs Keresztény Ikonográfiai Biennále (2020)
- Miskolci Grafikai Triennále (2017)
- Miskolci Téli Tárlat (2012, 2014, 2016, 2018)
- Salgótarján, Országos Rajz Triennále (2016, 2019)
- Salgótarjáni Tavaszi Tárlat (2009, 2013, 2015)
- Szegedi Nyári Tárlat (2015)
- Tata, Barlang/Grotta (2021-2023)

## Jelentősebb egyéni kiállítások
- 2008 Fővárosi Művelődési Ház Budapest • Élettudományi Galéria, Debreceni Egyetem
- 2010 Közösségi Ház, Mezőtúr • Úton Városi Művelődési Központ, Királyhelmec
- 2013 Ablakok Benedek Elek Könyvtár, Debrecen • Lélektáj Művelődési Ház, Nagykapos, Homonna
- 2014 Alkottam egy világot magamnak Kismacsi közösségi Ház • Látvány és gondolat Korunk Galéria, Kolozsvár
- 2015 Léckatonák P'Art Mozi, Szentendre • Kapu és kerítés Apáczai Galéria, Kolozsvár • Hatvani Galéria
- 2016 Aranytíz Kultúrház, Budapest • Falumúzeum, Törökbálint • Formálódás (Grafikák 2010-2016) Apáczai Galéria, Kolozsvár
- 2018 Részeredmény Élettudományi Galéria, Debreceni Egyetem
- 2020 Barabás Villa, Budapest
- 2021 Látott és elképzelt Gaál Imre Galéria, Budapest • Egyszemélyes művésztelep Magyar Műhely Galéria, Budapest • Emlékeim Apáczai Galéria, Kolozsvár